# キャプテンジョージの流行データBEST10
キャプテンジョージの流行データBEST10（キャプテンジョージのりゅうこうデータベストテン）は、ニッポン放送で放送されていたラジオ番組。放送期間は、ニッポン放送ショウアップナイターが放送されていないナイターオフ編成期間中の1990年10月12日から1991年4月5日まで。放送時間は毎週金曜日 21:00 - 21:50。
パーソナリティはキャプテン・ジョージ（ケビン・クローン／越智啓斗）。

## 概要
「新しいタイプの情報番組」として開始。本番組はナイターオフ期間6か月限定の番組であった。映画、ファッション、ヒットチャートなど毎週テーマを変え、そのテーマについて日本とアメリカ、ヨーロッパでのその様子とを比較しながらその時の世間の流行が果たして本物か真偽を見極めてトークを展開。ドイツ統一、クウェート侵攻など当時の事件や出来事を話題にすることもあった。
番組では独自のヤングモニターシステムを組織し、100人の男女高校生らがモニターとして参加。ファッションがテーマの時はモニターがモデルとして参加するファッションショーを開催し、映画がテーマの時はキャプテン・ジョージとモニターが一緒に映画を観る試写会を開いた。そしてそこで活用したデータからファッションや新製品などの情報を送っていた。
キャプテン・ジョージは本番組においては、当時他のFM局で披露していたバイリンガルトークとはまた違うノリのトークを展開していた。